# 47.º Batallón Aéreo de Reemplazo
El 47º Batallón Aéreo de Reemplazo (47. Flieger-Ersatz-Abteilung) fue una unidad de la Luftwaffe de la Alemania nazi.

## Historia
Fue formado el 1 de abril de 1937 en Stade a partir del 14.º Batallón Aéreo de Reemplazo. El 1 de noviembre de 1938 es reasignado al 42º Batallón Aéreo de Reemplazo.

## Comandantes
- Coronel Wolf Freiherr von Biedermann (1938)